# Arquidiócesis copta ortodoxa de Jerusalén y Cercano Oriente

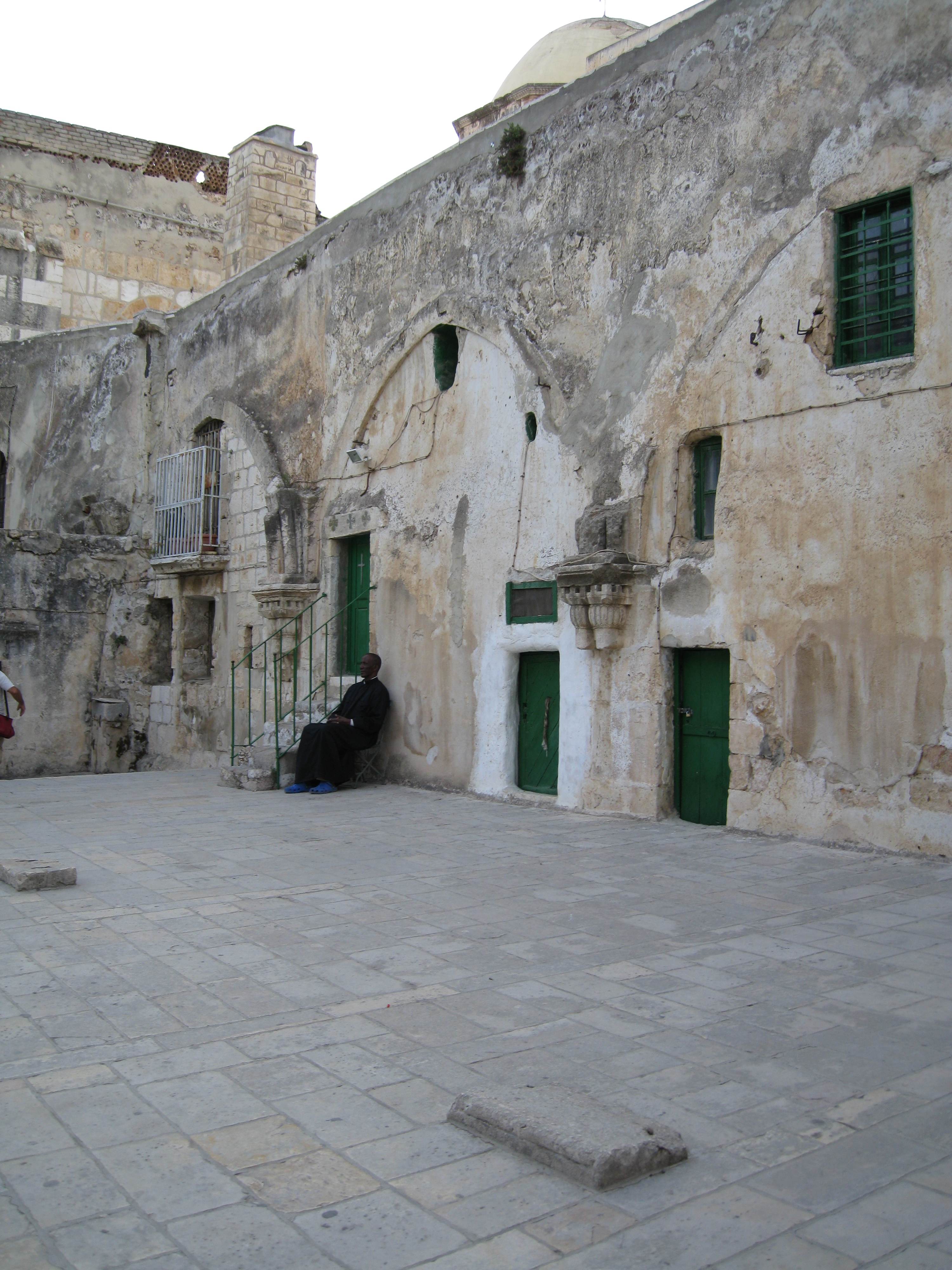
Fachada del monasterio copto de Deir es-Sultan en Jerusalén, disputado por coptos egipcios y etíopes

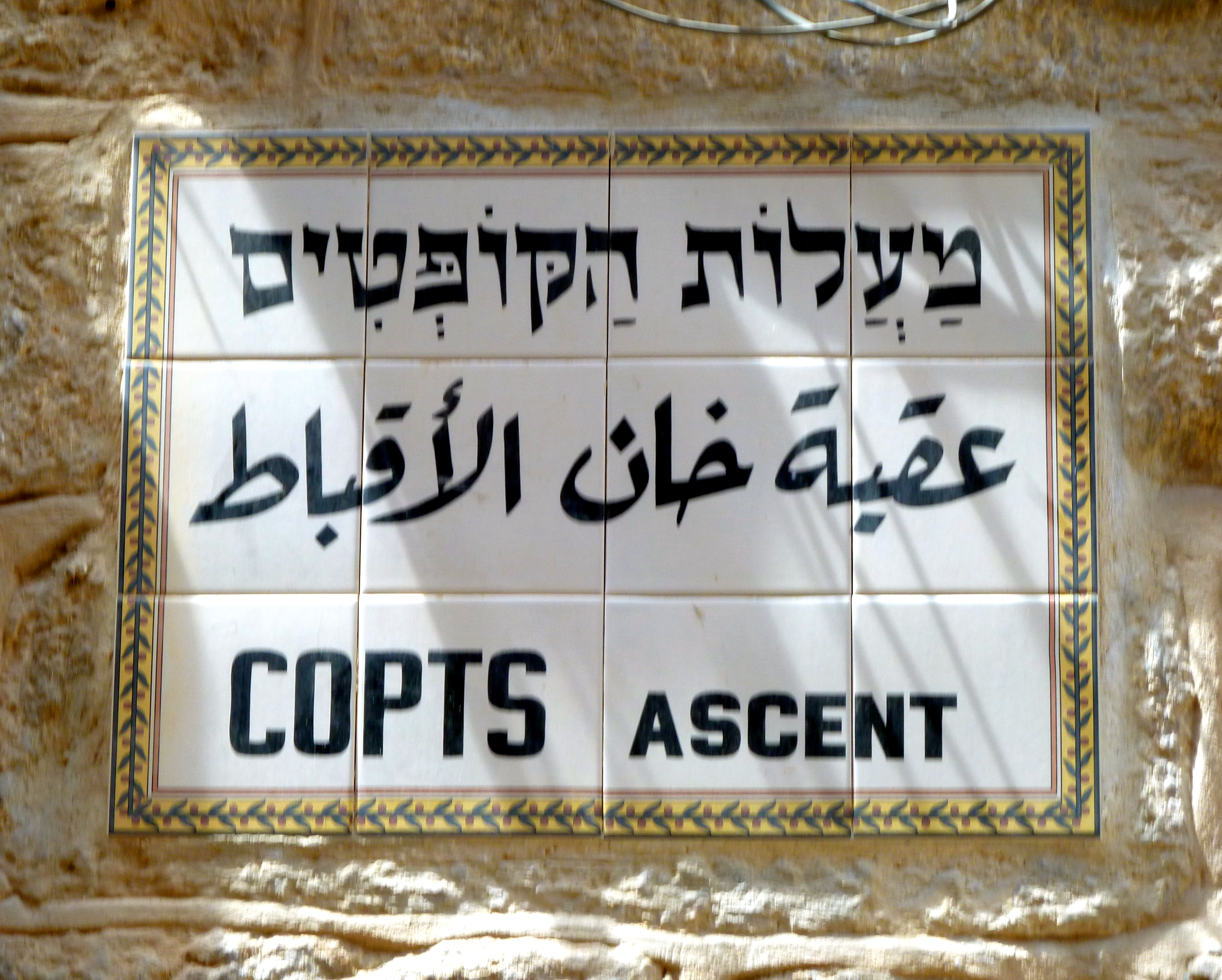
El Ascenso de los Coptos

La arquidiócesis copta ortodoxa de Jerusalén, toda Palestina y todo el Cercano Oriente o de Jerusalén, Kuwait y los Países del Golfo (en árabe: بطريركية الاقباط الأرثوذكس بالقدس‎; en hebreo: הפטריארכיה הקופטית האורתודוכסית של ירושלים‎ y en copto, Ⲡⲓⲙⲁ`ⲙⲡⲁⲧⲣⲓⲁⲣⲭⲏⲥ `ⲛⲣⲉⲙ `ⲛⲬⲏⲙⲓ `ⲛⲟⲣⲑⲟⲇⲟⲝⲟⲥ) es una diócesis de la Iglesia copta ortodoxa con sede en Jerusalén Este en Israel (área reclamada por el Estado de Palestina con reconocimiento internacional). Los miembros de la arquidiócesis son mayormente emigrantes de Egipto y sus descendientes.

## Territorio
El arzobispo es a la vez abad del monasterio de San Antonio y del convento de monjas de San Jorge, ambos en Jerusalén Este. La sede de la arquidiócesis se encuentra en el monasterio de San Antonio en el barrio cristiano de Jerusalén en la Ciudad Vieja, junto a la iglesia del Santo Sepulcro.
El título completo utilizado por el arzobispo copto de Jerusalén es: «arzobispo metropolitano de la santa y gran ciudad de nuestro Señor, Jerusalén, la santa Sion, arzobispo de la santa arquidiócesis de Jerusalén, toda Palestina, Filadelfia de Jordania y todo el Cercano Oriente». Si bien la arquidiócesis es parte del patriarcado copto de Alejandría, técnicamente la Iglesia copta no considera que esté dentro de la jurisdicción patriarcal, sino que es una posesión copta heredera del antiguo patriarcado de Jerusalén. Es por ello que suele ser denominada patriarcado copto ortodoxo de Jerusalén, aunque el arzobispo no reclama el título de patriarca, pero recibe una especial distinción de honor. 
La jurisdicción propia de la arquidiócesis de Jerusalén comprende los territorios del Estado de Palestina y de Israel y como arquidiócesis de Filadelfia comprende además Jordania. Como exarcado patriarcal del Cercano Oriente comprende los territorios de Líbano, Siria, Irak y Kuwait, que la Iglesia copta reconoce como parte del patriarcado de Antioquía de la Iglesia ortodoxa siriana, con la cual está en plena comunión. Es por eso que esos territorios son considerados un exarcado patriarcal, que es la figura que los coptos utilizan en territorios de otros patriarcados en los cuales se establecen circunscripciones para los emigrantes coptos egipcios y sus descendientes. 

## Arzobispo
La arquidiócesis está encabezada por el arzobispo metropolitano Antonio desde el 28 de febrero de 2016. 
It is headed by the Coptic Orthodox Metropolitan Archbishop of Jerusalem, the incumbent being Metropolitan Archbishop Antonious of Jerusalem since 2016.
Hay un estatus especial de precedencia de honor para los arzobispos metropolitanos de Jerusalén dentro de la Iglesia copta ortodoxa. Según la tradición alejandrina el papa copto otorga a un reducido número de obispos diocesanos bajo su jurisdicción el rango de obispo metropolitano en un estado personal (in persona episcopi) y no debido al tamaño o importancia de la diócesis. Sin embargo, el arzobispo de Jerusalén es el único obispo copto que recibe el título de metropolitano a la vez que es consagrado obispo, y así a ocurrido con todos. Si no hay otro arzobispo de mayor antigüedad en el episcopado, le corresponde ser el locum tenens cuando el patriarcado queda vacante.

## Historia
Durante la Alta Edad Media las rutas comerciales conectaban Egipto con el Cercano Oriente y muchos comerciantes coptos terminaron instalándose allí. A principios del siglo XIII la Iglesia copta llegó a poseer un altar adyacente al Santo Sepulcro, el monasterio de Deir el-Sultan en Jerusalén y algunas iglesias en Jerusalén, Gaza y Damasco.
Las posesiones coptas y los feligreses presentes en el Cercano Oriente, aunque pertenecían a la Iglesia copta ortodoxa y a la sede de Alejandría, se vieron presentes dentro de la jurisdicción de la sede de Antioquía, y por lo tanto fueron ministrados pastoralmente por los ortodoxos sirianos. Sin embargo, en años posteriores, se desarrolló una tradición por la que el obispo copto de Damieta visitaba Jerusalén anualmente durante la Fiesta de la Resurrección y celebrara la fiesta con los coptos que vivían allí. Esto ayudó a mantener una conexión entre esos expatriados coptos en Jerusalén y la Iglesia copta en Egipto. Tras la partida del arzobispo sirio ortodoxo de Jerusalén, Ignacio Sahdo, comenzó un largo período de vacancia, en el que no había ningún pretendiente siriano al trono de Jerusalén y, por lo tanto, ningún obispo ortodoxo oriental local para pastorear la congregación. Esta vacante en la sucesión siriana duró la mayor parte del siglo XIII, desde circa 1210 a circa 1290.
Al comienzo de su reinado, el papa copto Cirilo III "ibn Laqlaq", el 75.º patriarca copto de Alejandría, emprendió amplias reformas de la jerarquía de la Iglesia copta ortodoxa para consolidar el poder papal. Después de notar la vacante en la sede de Jerusalén, vio en ella una oportunidad para expandir su jurisdicción y decidió ordenar a un obispo copto al trono. En 1236 consagró arzobispo metropolitano a Basilio Ipara para servir como el metropolitano de Jerusalén y arzobispo del Cercano Oriente.
Dado que la sede de Jerusalén estaba bajo la jurisdicción del patriarcado de Antioquía, muchos dentro de la Iglesia copta vieron esa ordenación como una ruptura con la tradición y una extralimitación de la jurisdicción. Muchos de los líderes de la Iglesia copta también se opusieron, temiendo que esto causaría una división entre las Iglesias hermanas de Antioquía y Alejandría. Cuando la noticia del nombramiento llegó al patriarca Ignacio III David de Antioquía, se sintió extremadamente enojado y entristecido, y se produjo una crisis diplomática entre las Iglesias copta y siríaca. Esta crisis fue un incidente muy raro entre las dos Iglesias, ya que en general han mantenido buenas relaciones a lo largo de los siglos.

## Posesiones e instituciones de la arquidiócesis
La arquidiócesis de Jerusalén mantiene total o parcial propiedad de las siguientes iglesias, monasterios, sitios sagrados e instituciones:

### En Palestina
Los siguientes sitios están plenamente en posesión de la Arquidiócesis copta ortodoxa de Jerusalén:
- Monasterio e iglesia de San Antonio, Jerusalén (este monasterio se encuentra junto al muro norte del complejo de la iglesia del Santo Sepulcro en la Ciudad Vieja de Jerusalén. Actualmente sirve como sede de la arquidiócesis).

- Convento e Iglesia de San Jorge el Romano, Jerusalén (este convento se encuentra cerca de la Puerta de Jaffa en la Ciudad Vieja).
- Iglesia de Santa Elena, Jerusalén (una caverna dentro del complejo de la Iglesia del Santo Sepulcro).
- Monasterio de Deir el-Sultan, Jerusalén (está ubicado en la parte superior del techo de la iglesia de Santa Elena —dado que Santa Elena está bajo tierra, este monasterio está a nivel del suelo—. Sirve como vía de paso que conecta el monasterio de San Antonio con la iglesia del Santo Sepulcro. En los últimos años ha estallado una disputa sobre la propiedad del monasterio entre la arquidiócesis copta ortodoxa de Jerusalén y la Iglesia ortodoxa etíope.[12]
- Capilla de la Virgen María, Jerusalén (ubicada dentro del complejo de la iglesia del Santo Sepulcro, adosada a la parte posterior del santuario de la tumba de Cristo).
- Convento e iglesia de la Virgen María, Belén (ubicado cerca de la basílica de la Natividad).
- El Ascenso de los Coptos, Jerusalén (un hospedaje de peregrinos ubicado en la Ciudad Vieja).
- Monasterio e iglesia de San Antonio, Jaffa (se utiliza para servir como estación de paso para los peregrinos coptos que llegan en barco al puerto de Jaffa en su camino a Jerusalén).
- Monasterio e iglesia de San Antonio, Jericó (solía servir como estación de paso para los peregrinos coptos que se dirigían desde Jerusalén al río Jordán).
- Monasterio e iglesia de los Santos Zaqueo y Andrés, Jericó (fue construido en un terreno que tradicionalmente se consideraba el lugar donde una vez estuvo la casa de Zaqueo, el recaudador de impuestos arrepentido. Las primeras excavaciones dentro del monasterio también revelaron una antigua iglesia bizantina dedicada a san Andrés).
- Monasterio e iglesia de San Juan Bautista (ubicado cerca de las orillas del río Jordán, entre otros monasterios, todos construidos cerca del lugar tradicionalmente celebrado del bautismo de Jesús).
- Iglesia de la Virgen María y la Anunciación, Nazaret (ubicado junto a la basílica de la Anunciación, que tradicionalmente se cree que se construyó sobre la casa de la Virgen María, en donde ocurrió la Anunciación).
- Colegio Antonino, Jerusalén.

Los siguientes sitios están en posesión de otras Iglesias, pero la arquidiócesis copta ortodoxa de Jerusalén tiene algunos derechos menores sobre ellos:
- Sepulcro de María, Jerusalén (conjunto de iglesias ubicadas en el valle de Cedrón, en el huerto de Getsemaní, al pie del monte de los Olivos).
- Basílica de la Natividad, Belén (un complejo de iglesias ubicado en que se cree tradicionalmente que contiene la cueva en la que nació Cristo).
- Capilla de la Ascensión, Jerusalén (un conjunto de iglesias ubicado en lo alto del monte de los Olivos).

### En Kuwait
- Iglesia copta ortodoxa de San Marcos, Hawalli.
- Iglesia copta ortodoxa de Santa María y San Bishoi, Ahmadí.

### En Jordania
- Monasterio copto ortodoxo de San Antonio, Madaba.
- Iglesia copta ortodoxa de Santa María y San Jorge, Amán.

### En Siria
- Monasterio copto ortodoxo de San Jorge, Homs.

### En el Líbano
- Iglesia copta ortodoxa de Santa María y San Marcos, Beirut.

### En Irak
- Iglesia copta ortodoxa de Santa María y San Pablo, Bagdad.

## Episcopologio
La arquidiócesis copta ortodoxa de Jerusalén y Cercano Oriente ha tenido un total de 22 arzobispos metropolitanos desde su fundación en 1236:
- Basilio I (1236-1260)
- Pedro I (1271-1306)
- Miguel (1310-1324)
- Juan (1326-1340)
- Pedro II (1341-1362)
- Zacarías (1575-1600)
- Jacobo I (1604-1628)
- Cristódulo I (1630-1648)
- Gabriel (1680-1700)
- Cristódulo II (1720-1724)
- Atanasio (1725-1766)
- José (1770-1796)
- Cristódulo III (1797-1819)
- Abraham I (1820-1854)
- Basilio II el Grande (1856-1899)
- Timoteo (1899-1925)
- Basilio III (1925-1935)
- Teófilo (1935-1945)
- Jacobo II (1946-1956)
- Basilio IV (1959-1991)
- Abraham II (1991-2015)
- Antonio, desde 2016